# Simone VI di Montfort

Stemma Montfort

Simone VI di Montfort (aprile 1240 – Siena, 1271) o Simone di Montfort il giovane, è stato un nobile inglese, secondo figlio di Simone V di Montfort (1208-1265), sesto conte di Leicester e conte di Chester e di Eleonora Plantageneta, figlia del re Giovanni Senzaterra.

## Biografia
Come tutti i suoi fratelli Simone aiutò il padre Simone V di Montfort durante la seconda guerra dei baroni contro la monarchia di suo zio, re Enrico III, per far rispettare le disposizioni di Oxford. Il 5 aprile 1264 subì una sconfitta contro le truppe realiste mentre era a Northampton e fu fatto prigioniero. Ma già il 14 maggio suo padre vinse la battaglia di Lewes contro il re, che a sua volta fu fatto prigioniero. Il giovane Simone da allora in poi assieme al fratello maggiore Enrico fu sotto la custodia di sua cugina e del principe ereditario Edoardo delegato, mentre il padre era diventato sovrano de facto del Regno d'Inghilterra. Ma il 28 maggio 1265 il principe Edoardo fuggì dalla prigionia e fu in grado di mettere insieme un esercito di baroni filo-monarchici. Simone portò il suo esercito nelle marche di confine gallesi per rinforzare suo padre, che era già in lotta contro gli avversari. Il giovane Simone però fu lento a condurre le proprie forze da Londra, così loro e le loro bandiere furono catturate dal principe Edoardo, il quale le usò poi per trarre in inganno gli avversari. Il 31 luglio Simone fece l'errore di accampare le proprie truppe fuori delle mura del castello di Kenilworth e non al suo interno, in posizione più sicura; di questo ne approfittò il principe Edoardo nella notte per un attacco a sorpresa. Le truppe baronali vennero messe in fuga, e nella ritirata fu catturato con lui il Conte di Oxford Hugh de Vere; rinchiuso nel castello, riuscì poi a fuggire attraversando a nuoto il lago del fossato. 
Anche il suo vessillo personale cadde nelle mani del principe, e questo nella successiva battaglia di Evesham del 4 agosto contribuì ad ingannare i ribelli e ad avvantaggiare i realisti. Suo padre e suo fratello maggiore Enrico morirono nella battaglia, e il giovane Simone giunse a Evesham appena in tempo per vedere la testa di suo padre in cima a una picca. Il giovane allora si rifugiò di nuovo a Kenilworth, resistendo diversi mesi ad un assedio, e la sua resistenza si dimostrò molto difficile da schiacciare.
In seguito tentò di sollevare una ribellione nel Lincolnshire, ma questa si spense verso il Natale del 1265. La resa alle truppe reali fu poi concordata con il Dictum di Kenilworth dell'anno successivo, attraverso l'intervento del legato del Papa, consentendo tra l'altro ai familiari di Simone sopravvissuti di lasciare il paese diretti in Francia.
Giunto sul continente, era intenzione di Simone mobilitare i seguaci di suo padre per una nuova lotta contro il re Enrico III. Tuttavia, dopo che la maggioranza dei baroni inglesi si era riconciliata nel 1267 (Statuto di Marlborough), l'attuazione di una tale impresa era assai improbabile. Con il fratello Guido allora Simone si unì a Carlo d'Angiò nella conquista del sud Italia, entrando così a far parte della fazione guelfa. I fratelli combatterono nella vittoriosa battaglia di Tagliacozzo (23 agosto 1268) contro gli Hohenstaufen di Corradino di Svevia. Entrambi si stabilirono nel Regno di Sicilia, dove era salito a trono il re Carlo I d'Angiò, loro nuovo protettore.
Nel marzo del 1271 i fratelli Simone e Guido appresero della presenza del loro cugino Enrico d'Alemagna, figlio di Riccardo di Cornovaglia, a Viterbo. In quel periodo erano in città anche il re Filippo III di Francia e Carlo d'Angiò per il conclave tenuto per eleggere un nuovo papa. Insieme al suocero di Guido, i fratelli fecero irruzione il 13 marzo durante la messa nella chiesa di San Silvestro (ora chiesa del Gesù). Sguainarono le spade e uccisero Enrico mentre egli si aggrappava all'altare chiedendo invano pietà, per vendicare la morte del padre e del fratello a Evesham. Non furono puniti per l'omicidio in quanto nobili e protetti di Carlo d'Angiò, ma vennero scomunicati dal papa per aver consumato un così efferato delitto in un luogo consacrato, il che fece svanire molte delle simpatie per loro in Inghilterra. Simone morì in quello stesso anno per febbre toscana a Siena, «maledetto da Dio, vagabondo e fuggiasco».